# Antoura (Metn)
Antourat el Metn (arabe : عينطورة المتن) est un village libanais situé dans le caza du Metn; à ne pas confondre avec un autre village Libanais du même nom Antoura situé dans le caza du Kesrouan. La population de Antourat el Metn est presque exclusivement chrétienne Maronite.
Comptant plus de 10 000 habitants, Aintoura el Metn se place a la troisieme place des villages les plus peuplés dans le region du Metn.
Les trois plus grandes familles sont les familles Azar, Baaklini, et Hage.
Situé a environ 1300 metres d'altitude, le climat y est froid pendand l'hivert et frais a chaud pendant l'été.
Jean Khalil Azar est actuellement le maire du village succédant a Georges el Hage. 